# Đông Hưng, Tiên Lãng
Đông Hưng là một xã thuộc huyện Tiên Lãng, thành phố Hải Phòng, Việt Nam.
Xã Đông Hưng có diện tích 9,37 km², dân số năm 1999 là 5890 người, mật độ dân số đạt 629 người/km².
Đây là địa phương có dự án Đường cao tốc Ninh Bình – Hải Phòng đi qua.
Đông Hưng nằm ở phía nam của thành phố Hải Phòng - phía đông nam của huyện Tiên Lãng
Đây là xã nằm ven biển, gồm có các thôn sau (theo trinhdinhlinh.com)
| Thôn Hùng Hưng  | : | 185872 |  |
| Thôn Thái Hưng  | : | 185871 |  |
| Thôn Thủy Hưng  | : | 185875 |  |
| Thôn Trung Hưng | : | 185874 |  |
| Thôn Xuân Hưng  | : | 185873 |  |

Làng nghề: Không - Thuần nông
Cây trồng chủ lực: Hành, Tỏi